# 天主教托羅羅總教區
天主教托羅羅總教區（拉丁語：Archidioecesis Tororoensis）是烏干達一個羅馬天主教教省總教區，下轄四個教區。

## 歷史
1894年7月13日設上尼羅河宗座代牧區，1951年5月10日易名。1953年3月25日升為教區，1999年1月2日升為總教區。

## 現況
包括東部區十一區。2010年有教友665,000人（佔轄區總人口21.0%）、四十個堂區、九十三司鐸。現任教區總主教為以馬內利·歐寶（Emmanuel Obbo）。